# جيل كير كونواي
جيل كير كونواي (بالإنجليزية: Jill Ker Conway) هي مؤرخة وكاتِبة وأستاذة جامعية أسترالية وأمريكية، ولدت في 9 أكتوبر 1934 في Hillston, New South Wales ‏ في أستراليا، وتوفيت في 1 يونيو 2018 في بوسطن في الولايات المتحدة.

## وصلات خارجية
- جيل كير كونواي على موقع IMDb (الإنجليزية)
- جيل كير كونواي على موقع الموسوعة البريطانية (الإنجليزية)
- جيل كير كونواي على موقع إن إن دي بي (الإنجليزية)